# Jankowo (Wesołowo)
Jankowo – część wsi Wesołowo, w Polsce położona w województwie warmińsko-mazurskim, w powiecie szczycieńskim, w gminie Wielbark.
W latach 1975–1998 miejscowość administracyjnie należała do województwa olsztyńskiego.